# Paula Rego

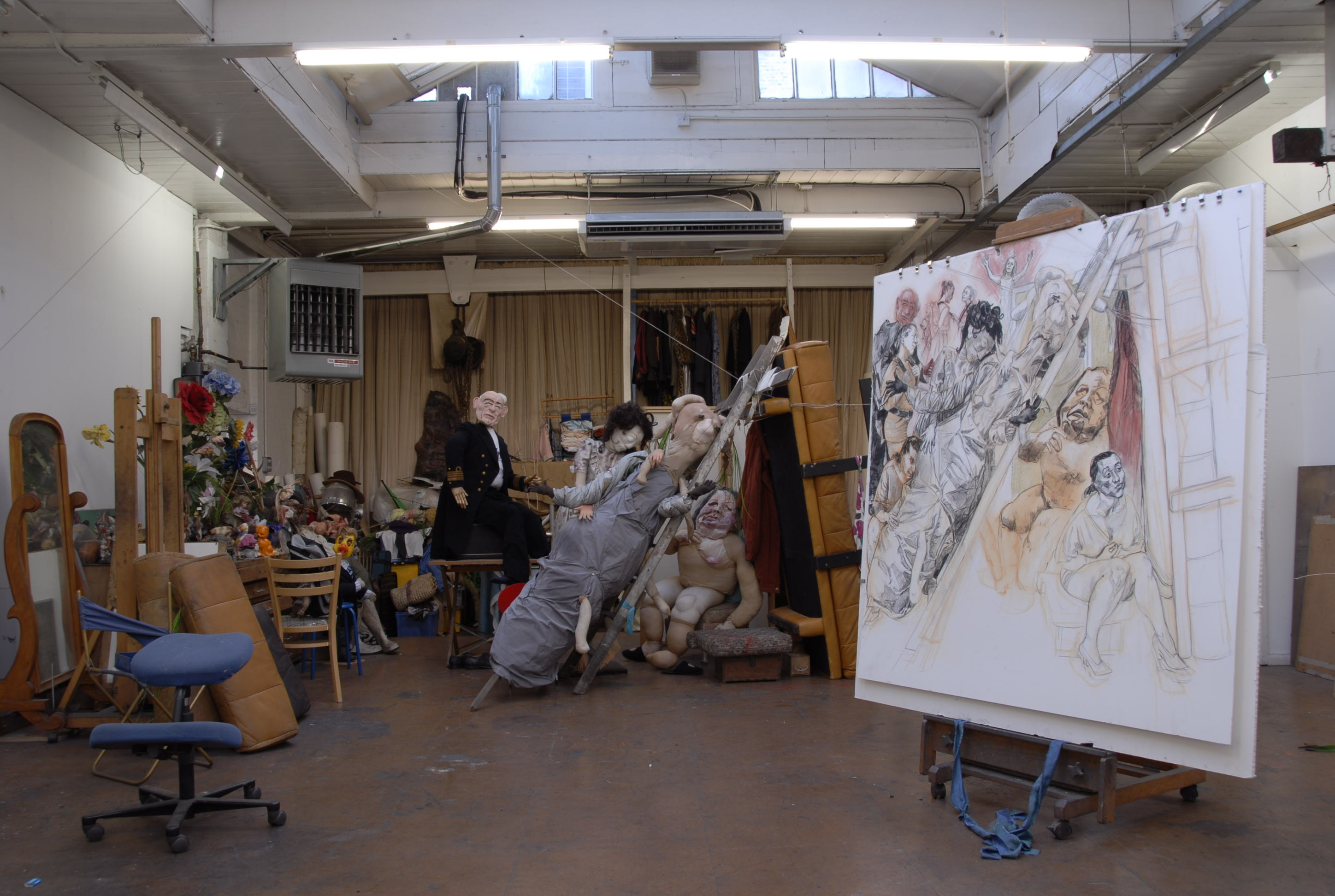
Rego's atelier in 2007

Paula Figueiroa Rego DBE (Lissabon, 26 januari 1935 – Londen, 8 juni 2022) was een Brits kunstschilderes van Portugese herkomst. Ze is vooral bekend geworden door haar vaak sinistere, magisch realistische werken.

## Leven
Rego werd geboren in een welgestelde Portugese familie. Haar vader was ingenieur en vertrok in 1936, samen met zijn vrouw, voor zijn werk naar Engeland. Paula werd overgelaten aan de zorgen van haar grootmoeder. Van 1945 tot 1951 ging ze naar een Engelstalig privé-internaat in Carcavelos. Deze opleiding was streng anglicaans, hetgeen bij haar leidde tot een sterk katholiek schuldbesef en de overtuiging dat de duivel echt bestond. Deze overtuigingen uit haar vroege jeugd zouden een sterke rol spelen in haar latere werk.
In 1951 verhuisde Rego naar Engeland en ging daar naar de Slade School of Fine Art. Daar leerde ze ook haar later man Victor Willing kennen. Aanvankelijk zouden ze veel op en neer pendelen tussen Portugal en Engeland, vanaf 1975 vestigden ze zich definitief in Londen. In 1988 overleed Willing na een slopende ziekte aan multiple sclerose. Het leed dat verbonden was met het langdurig ziek zijn van haar man verwerkte Rego in diverse van haar werken.
Rego nam de Britse nationaliteit aan en werd benoemd tot Commandeur in de Orde van het Britse Rijk. Daarnaast kreeg ze de Portugese Orde van Sint Jacob van het Zwaard toegekend en ontving ze eredoctoraten van de Universiteit van Lissabon en de Universiteit van Oxford.
Rego overleed op 87-jarige leeftijd.

## Werk
Het vroege werk van Rego, van 1956 tot 1966, bestaat vooral uit collages, in een neo-dadaïstische stijl. De thema's waren meestal politiek gekleurd en richtten zich vaak tegen het dictatoriale regime van de toenmalige Portugese minister-president António de Oliveira Salazar.
Nadat in 1966 bij haar man de diagnose Multiple Sclerose was gesteld, richtte Rego zich vooral op de schilderkunst. Ze ontwikkelde een eigen magisch-realistische stijl en schilderde vaak groteske situaties, waarbij familieleed, dubbelzinnigheid in gezinsrelaties en de dominante rol van de vrouw centrale thema's vormden. Haar schilderijen zijn ogenschijnlijk eenvoudig, maar bij nadere beschouwing vaak uitermate sinister, gekenmerkt door veel psychologisch drama en een sterk seksuele ondertoon. Opstand en overheersing staan vaak centraal. Overeenkomsten zijn herkenbaar met het werk van Balthus.

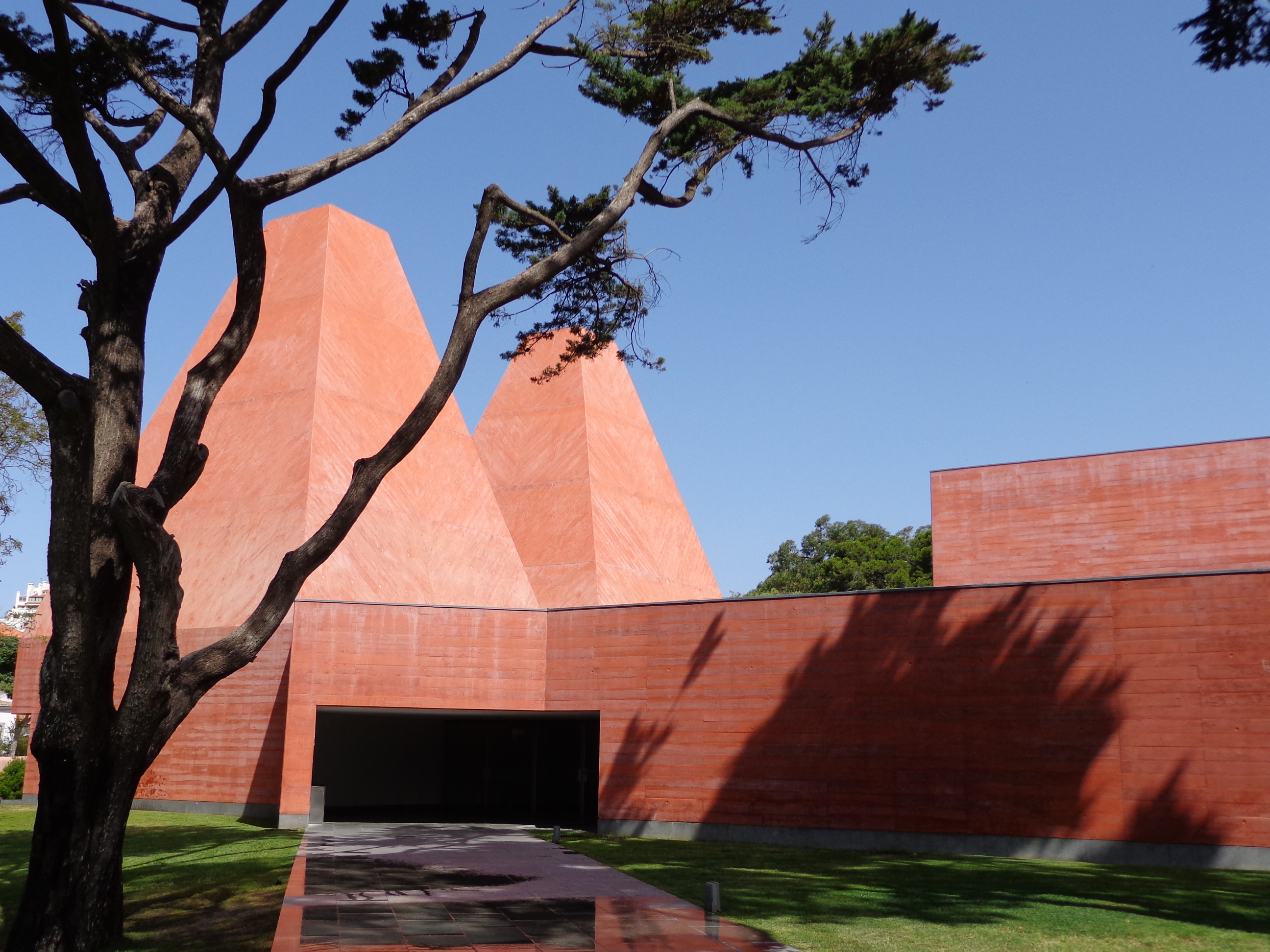
Casa das Historias (Paula Rego Museum, Cascais)

Vanaf de jaren negentig werkt Rego meer in pastel, met de gevoelens van de vrouw en haar rol in de samenleving als belangrijkste onderwerp.
Rego maakte ook veel etsen gebaseerd op haar eigen verwarrende interpretaties van bakerrijmpjes en bij Peter Pan.
In het Portugese Cascais bevindt zich een speciaal Rego-museum, genaamd het 'Huis van verhalen'. Het gebouw voor het museum werd ontworpen door Eduardo Souto de Moura.